# Milone Sambonifacio
Milone, detto impropriamente Sambonifacio in quanto capostipite dell'omonima famiglia (... – dopo il 955), è stato un nobiluomo italiano, protagonista della storia veronese del X secolo.

## Biografia
Figlio di Manfredo di Mosezzo, un importante personaggio dell'area piemontese più precisamente del Novarese, e fratello di Manfredo di Lomello, il suo nome potrebbe suggerire una parentela, magari per parte materna, con i Guidonidi duchi di Spoleto. Egli era di origine franca.
È attestato per la prima volta nel settembre del 906, quando sottoscrisse una donazione del vescovo di Verona Adalardo all'amico Ingelfredo, all'interno della quale è definito ex genere Francorum. Nel 910, assieme ad altri vassalli di re Berengario I, prese parte al Collegio giudiziario in due placiti che provano una ripresa della giustizia solenne che il sovrano non esercitava da tempo. Sempre in qualità di vassallo regio testimoniò a una donazione di Ingelfredo, che nel frattempo era divenuto conte di Verona, al monastero di San Zaccaria di Venezia.
Direttamente da Berengario ebbe una proprietà terriera, a dimostrazione del fatto che era entrato nelle grazie del monarca, divenuto frattanto imperatore del Sacro Romano Impero. Gli rimase fedele anche durante l'attentato che vide la morte dello stesso Berengario, nel 924: dopo averlo invano avvertito del complotto, catturò l'assassino Flamberto e lo fece impiccare assieme ai suoi complici.
Anche dopo l'incoronazione di Ugo di Provenza, Milone continuò la sua ascesa politica in ambito veronese: egli infatti riuscì ad entrare nella clientela vassallatica del nuovo sovrano e venne investito per questo della contea di Verona nel 923. Sottoscrisse il testamento del vescovo Nokterio (927) e ottenne da Ugo i proventi della decima nella giurisdizione di Ronco, che donò poco dopo ai capitolo di Verona assieme alla chiesa della Vergine fondata da lui stesso e dalla moglie Valperga.
Dopo aver sventato il complotto dei giudici Valperto ed Everardo, re Ugo rinnovò completamente il personale politico scegliendo le personalità più fidate. Tra queste c'era anche Milone il quale, nel 931, fu nominato conte di Verona.
Nei tempi successivi, tuttavia, i rapporti tra il sovrano e Milone si deteriorarono a causa delle troppe ingerenze di quest'ultimo nella diocesi di Verona. Nel 931 Ugo, dopo aver trasferito il vescovo Elduino, suo uomo di fiducia, a Milano, non poté impedire l'insediamento di Raterio, sostenuto dal pontefice. Per rappresaglia, si attribuì parte delle rendite della diocesi, mentre Milone, dal canto suo, si schierava dalla parte del prelato.
Nel 934-935 sollecitò assieme al vescovo la venuta del duca di Baviera Arnolfo, sperando forse di dare il trono d'Italia al figlio di questi, Eberardo. Arnolfo raggiunse così Verona assieme alle sue truppe e fu accolto da Raterio e Milone, tuttavia dovette presto ritirarsi di fronte alla tenace opposizione di Ugo. Il conte fu costretto a tornare nella cerchia del monarca, e Arnolfo, in risposta, prese in ostaggio suo fratello Manfredo. L'episodio provocò una drastica diminuzione dell'influenza di Milone, mentre Raterio veniva arrestato e sostituito da Manasse, nipote del re.
In seguito riconquistò la fiducia del monarca, come testimonia un diploma di Ugo e Lotario II che concedeva a Milone dei beni nella contea di Parma (941). In questo modo, il re intendeva concentrare attorno alla contea un gruppo di vassalli diversi dalla casa d'Ivrea, famiglia che aveva complottato contro di lui e che aveva interessi a Parma.
Nonostante tutto, quando Berengario II di Ivrea, fuggito qualche anno prima, si ripresentò in Italia con un piccolo esercito (945), Milone si affrettò a passare dalla sua parte, come peraltro aveva fatto il vescovo Manasse. Gli offrì inoltre la protezione entro le mura di Verona e comparve come summus Regni consiliarius in un'adunanza riunita a Pavia il 13 aprile 945 in assenza di Ugo. Fu in questo periodo che Milone raggiunse l'apogeo. Berengario lo nominò quindi marchio (marchese), titolo attestato nel 953.
Si impegnò poi a contrastare il vescovo Raterio, tornato a Verona su autorizzazione di Ugo. Il prelato perseguì una politica molto attenta nei confronti della città e della diocesi e Milone, dal canto suo, ostacolò con ogni mezzo ogni suo tentativo di rimpossessarsi del patrimonio vescovile e di riformare il clero locale, impedendogli di convocare un sinodo.
Nel 948 re Lotario decise di rimuovere Raterio da Verona e di richiamare Manasse, cui Milone rivolse la sua lotta. Nel 950-951, quando Manasse si trasferì a Milano, il conte riuscì a insediare in diocesi l'omonimo nipote, figlio del fratello Manfredo, ottenendo una dispensa da papa Agapito II vista la giovane età.
L'ultima menzione che lo riguarda si trova nel suo testamento, steso il 10 luglio 955 a Ronco all'Adige. Restano sconosciuti data, luogo e circostanze della sua scomparsa. Eredi di titoli e possedimenti furono, in accordo con la legge salica, il fratello Manfredo e il nipote Egelrico: lasciò loro vari beni in città, fra cui la chiesa di San Pietro Incarnario, e, nel contado, i tre castelli di Ronco, Begosso e San Bonifacio. Da quest'ultimo presero il nome i membri della sua famiglia, i Sambonifacio, che ebbero un ruolo di primo piano nella vita politica del libero comune veronese. A succedergli nel comitato lo stesso nipote Egelrico.